# Yoshikatsu Kawaguchi
Yoshikatsu Kawaguchi, også kaldt Yoshi Kawaguchi (født 15. august 1975) er en japansk professionel fodboldspiller, der spiller målmand for den japanske fodboldklub Júbilo Iwata og det japanske fodboldlandshold. Kawaguchi har spillet for flere forskellige klubber i sin karriere, herunder engelske Portsmouth FC og danske FC Nordsjælland.
Han blev desuden udtaget til Japans VM-trup ved VM i fodbold 2010 i Sydafrika.

## Japans fodboldlandshold
| Japans landshold | Japans landshold | Japans landshold |
| År               | Kmp              | Mål              |
| ---------------- | ---------------- | ---------------- |
| 1997             | 21               | 0                |
| 1998             | 9                | 0                |
| 1999             | 3                | 0                |
| 2000             | 8                | 0                |
| 2001             | 9                | 0                |
| 2002             | 2                | 0                |
| 2003             | 2                | 0                |
| 2004             | 11               | 0                |
| 2005             | 14               | 0                |
| 2006             | 19               | 0                |
| 2007             | 12               | 0                |
| 2008             | 6                | 0                |
| Total            | 116              | 0                |